# John Perkins junior
John Perkins Jr. (* 1. Juli 1819 in Natchez, Mississippi; † 28. November 1885 in Baltimore, Maryland) war ein US-amerikanischer Politiker, der den Bundesstaat Louisiana im US-Repräsentantenhaus und im Konföderiertenkongress vertrat.

## Werdegang
Perkins wurde von Privatlehrern unterrichtet und graduierte 1840 am Yale College. Anschließend begann er Jura am Harvard University Law Department zu studieren und machte dort 1842 seinen Abschluss. Seine Zulassung als Anwalt bekam er 1843 und eröffnete dann eine Kanzlei in New Orleans. Ferner beschäftigte er sich mit dem Baumwollanbau. Später wurde er 1851 Bezirksrichter der Gemeinden Tensas und Madison Parishes.
Perkins wurde als Demokrat in den 33. Kongress der Vereinigten Staaten gewählt. Dort war er vom 4. März 1853 bis zum 3. März 1855 tätig. Er entschloss sich, 1854 nicht noch mal für eine Wiederwahl anzutreten. Ferner war er 1861 Vorsitzender von Louisianas Sezessionskonvent. Er war auch Deputierter im provisorischen Konföderiertenkongress sowie im ersten und zweiten Konföderiertenkongress, wo er von 1862 bis 1865 tätig war. Nachdem die Konföderierten Staaten den Bürgerkrieg verloren hatten, reiste Perkins ausgiebig in Mexiko und Europa. 1878 kehrte er in die Vereinigten Staaten zurück und verbrachte die restlichen Jahre seines Lebens in Louisiana und Kanada.
Perkins starb am 28. November 1885 in Baltimore. Er wurde in Natchez beigesetzt.